# Adolphe Basler

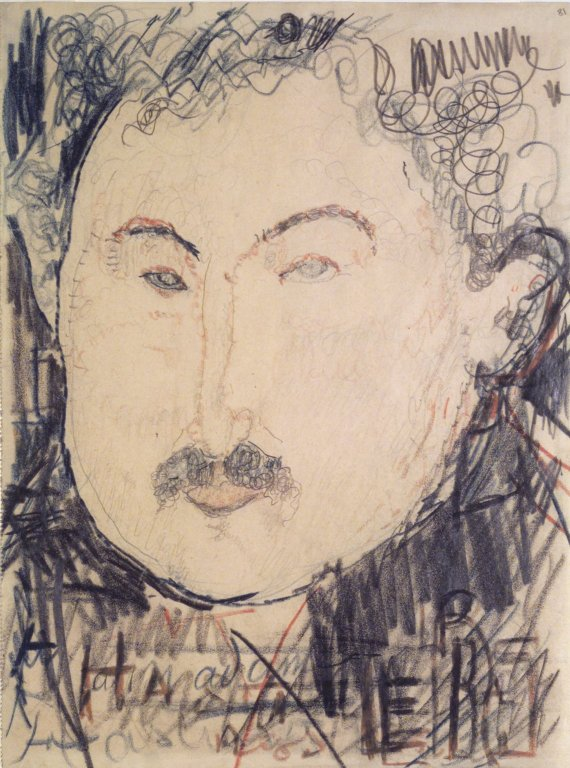
Porträt Adolphe Baslers von Amedeo Modigliani (1916, Brooklyn Museum)

Adolphe Basler (geboren 28. April 1878 in Tarnów, Österreich-Ungarn; gestorben 6. Januar 1951 in Paris) war ein polnisch-französischer Autor, Galerist, Kunstkritiker, -historiker und -sammler.

## Leben

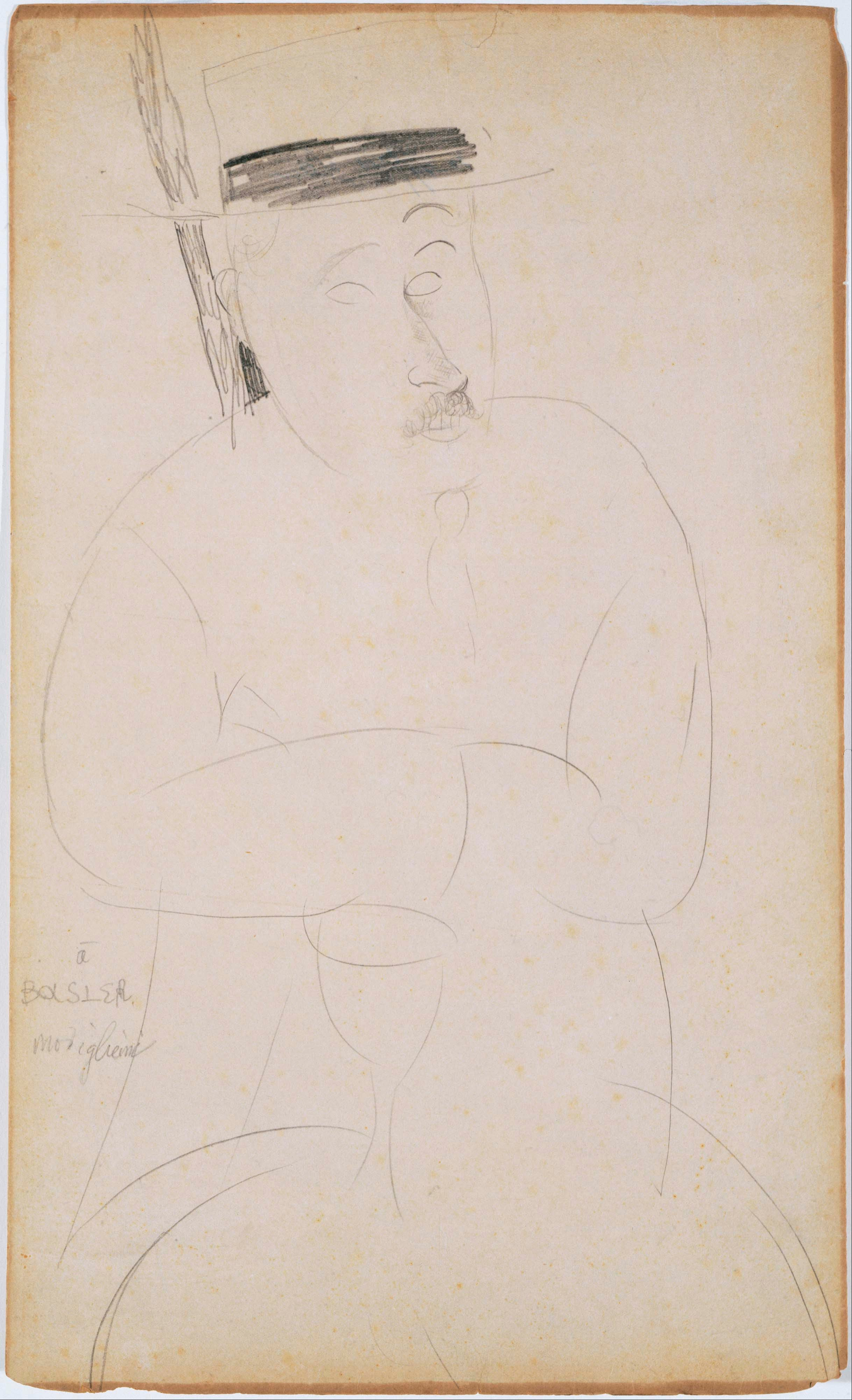
Porträt Adolphe Baslers von Amedeo Modigliani

Adolphe Basler stammte aus einer Familie von Rabbinern und Gastwirten in Krakau. Er studierte ab 1896 zunächst Chemie in Zürich, bevor er zwei Jahre später nach Paris zog, wo er seine Studien an der Sorbonne fortsetzte. Dort lernte er den Landsmann Mécisla Golberg, Autor von La morale des lignes kennen, der ihn in die Bildende Kunst und Kunstkritik einführte. Er war häufiger Gast in der Closerie des Lilas, im Kreis um Paul Fort und von Georges Kars. Um seinen Lebensunterhalt zu bestreiten, betätigte er sich als Kunsthändler im Bereich der Moderne, u. a. war er einer der ersten, die Arbeiten von Moise Kisling erwarben. In den 1920er-Jahren leitete er die Galerie de Sèvres, wo er Werke von Raoul Dufy, Maurice Utrillo und Othon Coubine zeigte.
Basler verkehrte in Pariser Künstlerkreisen des Montparnasse-Viertels um Modigliani, Jules Pascin, André Salmon, Rudolf Levy und andere. Hans Purrmann bezeichnete Basler als „ein anderer, gern gesehener Habitué des Dôme“. Klaus von Beyme schrieb:
„Die Bernheims und Wildensteins, Berthe Weill und später Kahnweiler und die Rosenberg-Brüder, und jüdische Kritiker wie Adolphe Basler und Louis Mayer, der sich in Vauxcelles umbenannte, haben die Szene beherrscht.“
Basler verfasste eine Reihe von Aufsätzen und Büchern über Künstler der klassischen Moderne, u. a. über André Derain, Charles Despiau, Henri Matisse, Pierre-Auguste Renoir, Henri Rousseau, Maurice Utrillo und Suzanne Valadon, ferner La Peniture indépendante en France und La Sculpture Moderne en France, worin auch Wilhelm Lehmbruck behandelt wurde. Basler schrieb u. a. auch für die Zeitschriften Die Aktion, Der Cicerone, La Revue blanche, Latinité, Les Soirées de Paris und Mercure de France; außerdem korrespondierte er mit Alfred Stieglitz.
In seinem ersten Beitrag für Die Aktion 1913 rügte Basler „den übermäßigen Intellektualismus“ der zeitgenössischen Kunst in Frankreich und lobte im Gegenzug den naiven „Zollwächter“ Rousseau. Pablo Picasso stand Basler ambivalent gegenüber; er erschien ihm als „hermetischer, merkwürdige[r] Maler“, der in seinen Bildern nur Andeutungen mache und dabei dennoch „plastische Symphonie“ erschaffe. Dem Kubismus und Futurismus stand er kritisch gegenüber; er sprach von der „heutigen Mechanisierung der Kunst in den interessantesten kubistisch-futuristischen Spekulationen“; der Kubismus sei seiner Meinung nach bloß eine Formel, die die Künstler benutzen würden, „um sich von der Herrschaft des Konventionellen in der Malerei zu befreien.“ Die École de Paris bezeichnete Basler als ein stilistisches Esperanto, eine Sichtweise, die heute als problematisch betrachtet wird.
Basler besaß eine Reihe von Werken der befreundeten Künstler, etwa die Zeichnung Frauenkopf von Picasso. Er wurde u. a. von Amedeo Modigliani, Béla Czóbel, Isaac Grünewald, Moise Kisling und Foustedt porträtiert. Die auf Deutsch geschriebenen Aufsätze Baslers wurden meist von Rudolf Levy bearbeitet.

## Publikationen (Auswahl)
- mit Hans Curjel: Pariser Chronik. Biermann, 1922.
- Henri Matisse. Leipzig, Klinkhardt & Biermann 1924.
- Indenbuam. Paris: Editions Le Triangle (ca. 1925)
- Henri Rousseau et son œuvre: (le Douanier Rousseau). Paris: Librairie Gallimard, 1927 und New York City: Weyhe 1927
- Pierre-Auguste Renoir. Paris: Gallimard 1928.
- mit Ernest Brummer: L’Art Precolombien. Paris, Librairie de France, 1928.
- mit Charles Kunstler: La peinture independante en France. 2 Bände. I: De Monet a Bonnard. - II: De Matisse a Segonzac. Paris: G.Cres 1929.
- Le cafard apres la fete ou l'esthetisme d’aujourd'hui. Paris: Jean Budry 1929.
- mit Charles Kunstler: Le dessin et la gravure modernes en France. Paris: Les Editions G. Gres, 1930.
- Maurice Utrillo. Paris: Les Editions Cres, 1931.
- Leonard de Vinci. Paris: Braun & Cie. 1938.
  - Leonardo da Vinci. Meister der Kunst. Mülhausen im Elsass: Braun, 1942.